# Pfarrkirche zum heiligen Franz von Sales

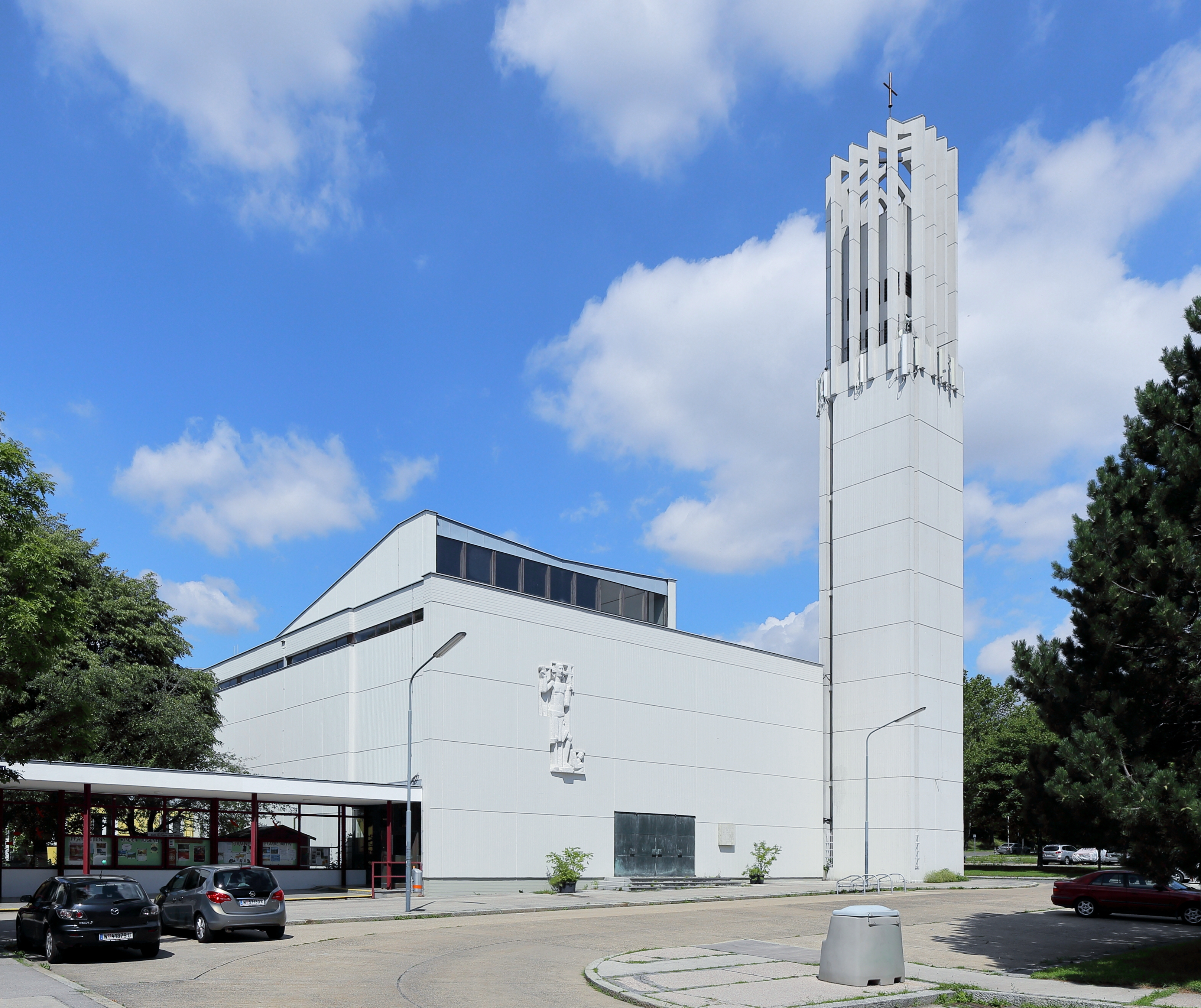
Filialkirche zum heiligen Franz von Sales

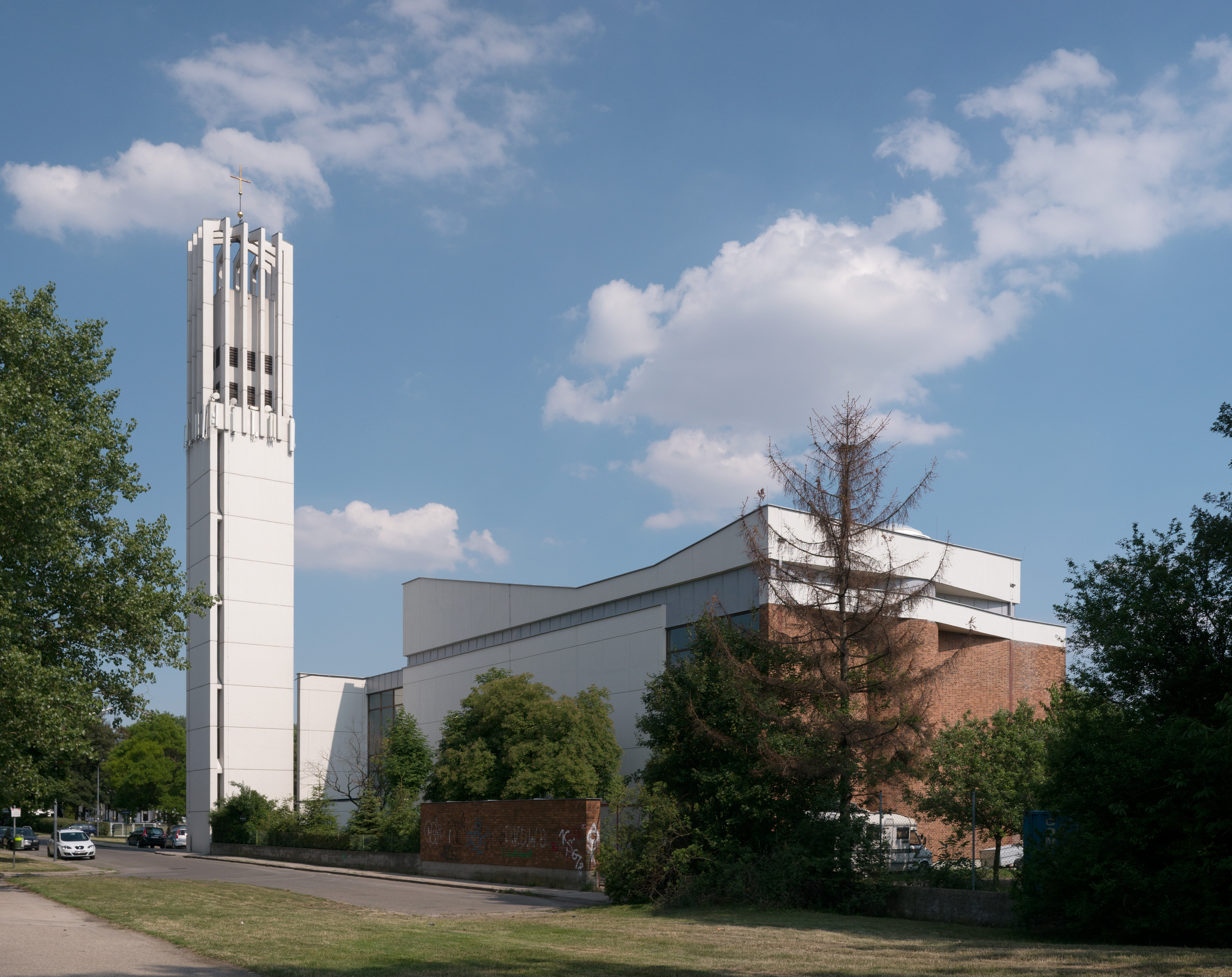
Ansicht von Westen

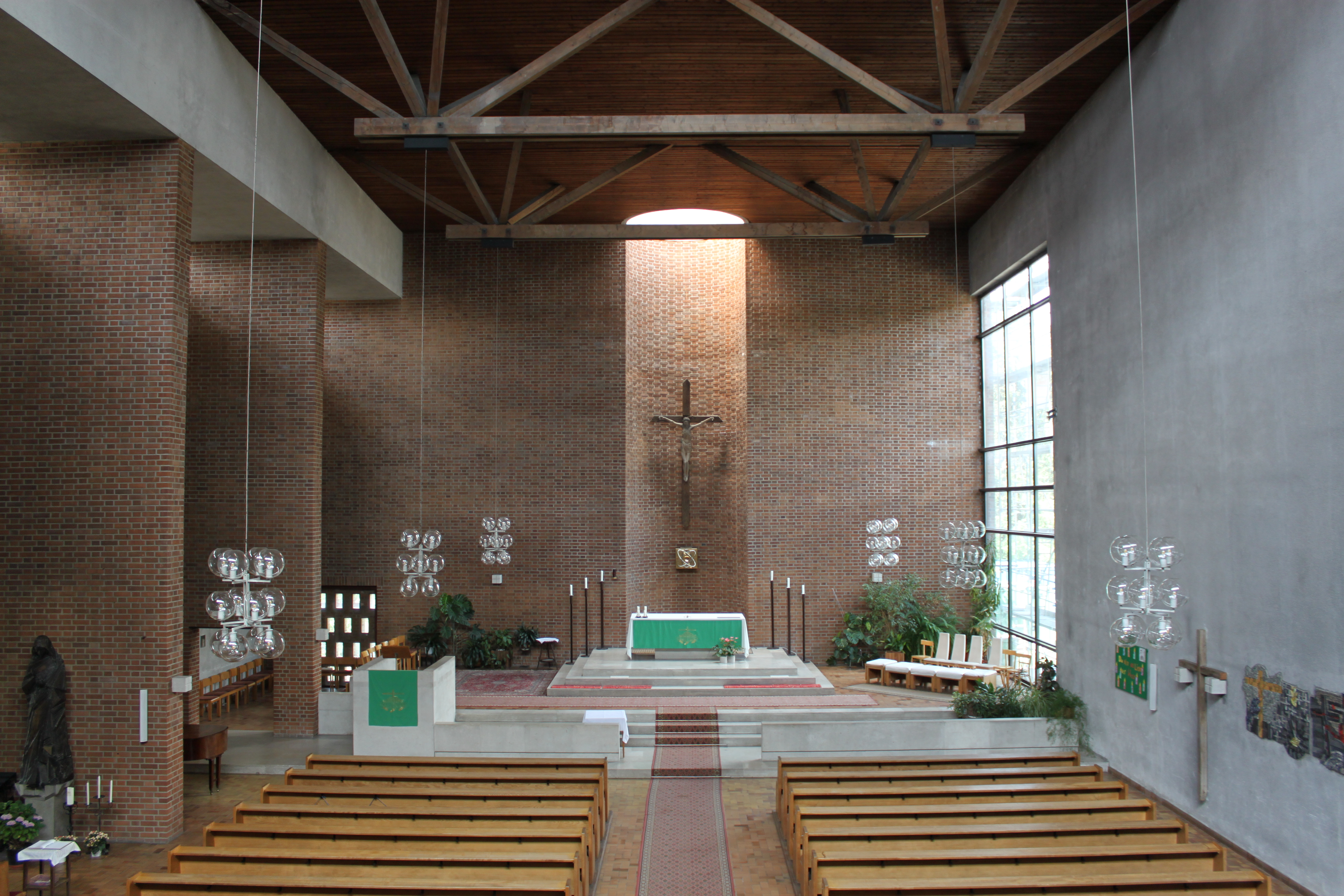
Innenraum

Die römisch-katholische Pfarrkirche zum heiligen Franz von Sales befindet sich am Holeyplatz 1 im 10. Wiener Gemeindebezirk Favoriten. Sie liegt inmitten der städtischen Per-Albin-Hansson-Siedlung Nord.

## Baubeschreibung
Bei der Planung der städtischen Per-Albin-Hansson-Siedlung wurden bereits eine katholische und eine evangelische Kirche mitberücksichtigt. In zentraler Lage der Siedlung entstand so in den Jahren 1962–63 die katholische Pfarrkirche zum heiligen Franz von Sales nach Plänen des Architekten Georg Lippert. Es handelt sich dabei um einen Betonbau auf rechteckigem Grundriss, der nach außen weitgehend schmucklos gehalten ist. Nur die Apsis besitzt Blendziegel. Der freistehende Glockenturm auf quadratischem Grundriss hat eine Höhe von 38 m. Bis zur Höhe von 25 m wird der Turm aus Betonscheiben gebildet, darüber erheben sich einzelne Stahlbetonrippen, die zu einem Korb zusammenführen. An der Eingangsfront befindet sich ein großes Betonrelief von Josef Troyer, das Christus den Auferstandenen in segnender Haltung zeigt.
Das Innere besteht aus einem Saalraum mit Kapellennischen, der Chorraum ist erhöht. Der Dachstuhl aus Holz ist freiliegend sichtbar. Die Apsis und Querwände sind mit Verblendziegeln geschmückt. In der Apsis wurde ein barockes Kreuz angebracht, das aus Sommerein bei Bruck an der Leitha stammt. Der Tabernakel der Kirche wurde ebenfalls vom Bildhauer Josef Troyer gestaltet. Der Maler Ernst Karl schuf ein modernes Andachtsbild des heiligen Franz von Sales. Die Orgel stammt von Franz Capek.
Südlich der Kirche wurde das Pfarrhaus angebaut. In unmittelbarer Nachbarschaft befindet sich die evangelische Thomaskirche.

## Seelsorge
Die Pfarre wurde von den Oblaten des heiligen Franz von Sales betreut. Am 1. September wurde die Pfarre aufgehoben und ist seither eine Teilgemeinde der Pfarre Christus am Wienerberg.